# José Sebastián Laboa
José Sebastián Laboa Gallego, más conocido como Monseñor Laboa por su cargo (Pasajes, 20 de enero de 1923 - San Sebastián, 24 de octubre de 2002) fue un sacerdote católico español y nuncio apostólico, es decir, diplomático de la Santa Sede.

## Biografía
José Sebastían Laboa Gallego nació el 20 de enero de 1923 en Pasajes de San Juan, un distrito de Pasajes (Guipúzcoa), entonces parte del Reino de España bajo Alfonso XIII. Estudio en el colegio de los marianistas de San Sebastián de 1935 a 1945. Tras lo cual realizaría estudios de Teología en la Universidad Pontificia Comillas, de la que egresaría en 1949.
Se hizo sacerdote el 16 de abril de 1949, a los 26 años, y se fue a Roma. Allí obtuvo un doctorado en derecho canónico por la Pontificia Universidad Gregoriana en 1954. Fue amigo íntimo del cardenal Roncalli, que más tarde se convertiría en el Papa Juan XXIII, e incluso lo llevó de visita en una ocasión a su ciudad natal, Pasajes de San Juan, el distrito de Pasajes de donde era oriundo Laboa.
Trabajó en la Curia romana como secretario de Gaetano Cicognani y como responsable de Latinoamérica dentro de la Congregación para la Evangelización de los Pueblos.
Juan Pablo II lo nombró nuncio apostólico en Panamá el 18 de diciembre de 1982. En aquel momento, el país llevaba varios años en una dictadura, dirigida en aquel momento por Rubén Darío Paredes que al año siguiente sería sucedido por Manuel Antonio Noriega, que conservaría el poder desde 1983 hasta 1989. Desempeñó un papel importante durante la invasión de este país, ya que gracias a su mediación, el dictador Manuel Antonio Noriega se rindió al ejército estadounidense durante la operación Nifty Package.
Durante su tiempo como nuncio en Panamá, fue consagrado obispo por Juan Pablo II, que lo consagró con el Arzobispado titular de Zarai el 6 de enero de 1983. El mismo año ayudó a las gestiones necesarias para la visita del lendakari Garaikoetxea a Panamá. También en el mismo periodo realizó la ordenación episcopal de José Luis Lacunza futuro obispo de varias diócesis panameñas y primer cardenal del país.
Posteriormente fue nombrado nuncio apostólico en Paraguay el 21 de agosto de 1990. Paraguay en ese momento se encontraba bajo el gobierno de Andrés Rodríguez Pedotti, que había realizado un Golpe de Estado en 1989 para derrocar a Alfredo Stroessner, quien había llevado a cabo una dictadura en el país desde 1954.
El 18 de marzo de 1995 se le nombró nuncio apostólico en Malta. Con ese cometido, fue nombrado el 28 de octubre del mismo año como delegado apostólico para Libia, país en el que se estaban dedicando esfuerzos por parte del Vaticano para reconstruir las relaciones diplomáticas durante las cuales Laboa entrevistó a Muamar el Gadafi.
El 13 de junio de 1998 fue sustituido en sus cargos para Malta y Libia, tras lo que decidió retirarse a su Guipúzcoa natal.
Falleció en San Sebastián el 24 de octubre de 2002 tras un largo periodo aquejado de un cancer tras el que en mayo de 2001 los médicos le habían dado un mes de vida.

## Reconocimientos
- Premio Vasco Universal 1997 (junto a Eduardo Chillida)[11]
- Gran Cruz de la Orden de Isabel la Católica ( España, 16 de marzo de 1983).[12]
- Una calle del barrio Bidebieta de San Sebastián lleva el nombre de José Sebastián Laboa (en euskera: Jose Sebastian Laboa kalea).[13]